# Sømærke
Sømærker er mærker eller symboler, som er opsat til at vejlede skibsfarten. De kan være fast opsat på land eller ved rev, eller de kan være udlagt som flydende bøjer. Historisk har sømærker haft mange udformninger, men i dag er afmærkningen internationalt standardiseret. Reglerne om afmærkning i Danmark udgives af Farvandsvæsenet i publikationen Afmærkning af danske farvande.

## Overblik
Sømærker kan til en vis grad sammenlignes med vejskilte i trafikken; men i modsætning til vejskilte er sømærker i de fleste tilfælde kun vejledende, og deres relevans må i disse tilfælde vurderes på det enkelte skib. F.eks. kan en markering af et grundt område have stor betydning for et fragtskib, mens det kan være uden betydning for en jolle. En sådan vurdering kan kun foretages ved at studere søkort over farvandet.
Flydende sømærker består af et flydeelement i form af en tønde. Herover kan der være en overbygning eller en stage, som bærer en signalfigur kaldet en topbetegnelse. En del sømærker er også forsynet med blinkfyr og refleksstriber. Ud fra sømærkets form, farve og topbetegnelse kan man fastslå, hvilken type den har, og dermed hvad den betyder.
Man inddeler mærkerne i forskellige kategorier:
- Sideafmærkninger (til tider kaldet lateralafmærkninger) bruges til at markere render og løb. Der findes et bagbords- og et styrbordsmærke, som skal holdes til henholdsvis bagbord og styrbord, når man sejler for indadgående. Der findes også nogle skillemærker, som visse steder bruges til at markere, når sejlrender løber sammen.
- Kompasafmærkninger (til tider også kaldet kardinalafmærkninger) placeres rundt om hindringer. Der er fire forskellige – øst, vest, nord og syd – som hver især angiver, hvilken retning mærket står i i forhold til hindringen.
- Et midtfarvandsmærke markerer en fri passage, og det kan passeres på begge sider. Det er normalt opsat midt i løb eller nær indsejlinger, hvor det fungerer som anduvningsmærke.
- Isolerede fareafmærkninger bruges til at markere lokale farer, såsom sten eller vrag.
- En specialafmærkning er et generelt mærke, som kan markere f.eks. et skydeområde, kloakudløb, fredningszone eller et område med forbud mod ankring eller fiskeri. Man er nødt til at konsultere et søkort for at få nærmere oplysninger om, hvad en konkret afmærkning angiver.
- Båker er afmærkninger, som består af en forbåke og en bagbåke placeret på land eller på en grund og indbyrdes forskudt, således at de markerer en kurslinje. Båker kan markere sejlrender (sejladsbåker), kabler og rør (kabel- og rørledningsbåker) eller afgrænsninger af specielle områder som skydeområder eller naturreservater. Ordet båke er afledt af det tyske "baken" eller "bavn", som i middelalderlig sprogbrug var en betegnelse for en vedstabel, et antændt signalbål på et højtliggende sted.[2][3]
- Fyr kan være placeret på land eller i søen og er et ofte kraftigt lys, som lyser med en bestemt fyrkarakteristik, hvilket vil sige, at det blinker efter et særligt mønster, som er angivet i søkortene. Når man har et fyr i sigte, kan man sammenholde den observerede fyrkarakteristik med den i søkortet angive fyrkarakteristik og dermed afgøre, hvilket fyr der er tale om, og bruge det til den videre navigation. Fyr kan være opført som vinkelfyr, der lyser med forskellige farver i forskellige retninger (sektorer).
- Varder er opbygninger på land af naturlige sten eller murværk. Varder kan være malet i farver, der gør dem iøjefaldende, f.eks. ses ofte påmalinger med horisontale sorte og hvide opdelinger. I skærgårdene omkring Norge, Sverige og Finland er varderne meget anvendt til afmærkning på skær.

## Historie
Sømærker har eksisteret langt tilbage i historien, men en systematisk opsætning begyndte med oprettelsen af nationale vagervæsener. Danmark fik oprettet Kongelig Dansk Vagervæsen i 1844, og her besluttede man, hvor og hvordan der skulle afmærkes i danske farvande. Men der var ikke nogen international koordinering: I Danmark udviklede man et system med røde og sorte sideafmærkninger monteret med koste, som kunne pege opad eller nedad, men kom man til Tyskland, Sverige eller Norge, havde afmærkningen andre farver, former eller funktioner.
Det stod i lang tid klart, at denne situation var uholdbar, og man arbejdede i den internationale organisation International Association of Lighthouse Authorities (IALA) på at få det ensrettet. I 1980 kunne man endelig vedtage et regelsæt, som reducerede de mange nationale regler til to internationale systemer, som er i brug i dag. De to systemer kaldes A og B og bruges forskellige steder på Jorden. System B bruges i Nord- og Sydamerika samt visse steder i Asien. System A bruges i resten af verden, herunder Danmark.
Heldigvis er system A og B ens på de fleste punkter; hovedforskellen er, at farven (men ikke formen) på sideafmærkningerne er byttet om.

## Sømærker i IALA system A
De forskellige afmærkninger er kendetegnet ved forskellige farver, former og topbetegnelser.

### Sideafmærkninger, når et skib er indadgående
- Styrbord sideafmærkning
- Bagbord sideafmærkning
- Styrbord skilleafmærkning
- Bagbord skilleafmærkning

### Kompasafmærkninger
- Nordlig kompasafmærkning
- Østlig kompasafmærkning
- Sydlig kompasafmærkning
- Vestlig kompasafmærkning

### Øvrige mærker
- Midtfarvandsafmærkning
- Isoleret fareafmærkning
- Specialafmærkning

## Båkefest
Båkefest (biikefest) med bålafbrænding (båkebål, tysk Biikebrennen, nordfrisisk biikebrånen, amrum-frisisk biakebraanen) er en traditionel frisisk fest, der finder sted hvert år den 21. februar, på Pers Awten, hvor båker afbrændes langs den slesvigske vestkyst. Her fejres afslutningen på den kolde årstid, idet Biikebålet symboliser fordrivelsen af vinteren.